# Centre (Alabama)
Centre ist eine Stadt und County Seat des Cherokee County im Bundesstaat Alabama in den Vereinigten Staaten. 2020 hatte Centre 3587 Einwohner.

## Geographie
Centre liegt im Nordosten Alabamas im Süden der Vereinigten Staaten. Es befindet sich unmittelbar am 130 Quadratkilometer großen Weiss Lake, der wiederum vom Coosa River gespeist wird. Die Stadt liegt etwa 17 Kilometer westlich der Grenze zu Georgia.
Nahegelegene Orte sind unter anderem Leesburg (1 km westlich), Cedar Bluff (2 km nördlich), Sand Rock (4 km nordwestlich), Collinsville (11 km nordwestlich) und Gaylesville (11 km nordöstlich). Die nächste größere Stadt ist mit 212.000 Einwohnern das etwa 105 Kilometer südwestlich entfernt gelegene Birmingham.

## Geschichte
Das Cherokee County wurde 1835 gegründet, nachdem die Cherokee-Indianer dieses den Siedlern überlassen hatten. Der erste County Seat war Turkeytown, später wurde es Cedar Bluff. 1844 wurde der County Seat wegen der zentralen Lage nach Centre verlegt, dessen Name ebenfalls aufgrund der Lage gewählt wurde. 1865 wurde ein Postamt gegründet. Das Courthouse brannte jeweils 1882 und 1895 komplett aus und musste erneut errichtet werden. Noch bis 1939 führte der United States Postal Service die Stadt als Center.
Erst 2011 wurde in Centre der Verkauf von Alkohol zugelassen, sodass die Stadt seither keine Dry City mehr ist.

## Verkehr
Durch die Stadt verlaufen in Süd-West-Richtung die Alabama State Route 25 sowie der U.S. Highway 411, nach Norden außerdem die Alabama State Route 9 und die Alabama State Route 283. Etwa 14 Kilometer nordwestlich besteht Anschluss an den U.S. Highway 11 sowie 16 Kilometer westlich Anschluss an den Interstate 59.
Im Osten der Stadt befindet sich der Centre Municipal Airport, 4 Kilometer südlich außerdem der Centre–Piedmont–Cherokee County Regional Airport.

## Demographie
Die Volkszählung 2000 ergab eine Bevölkerungszahl von 3216, verteilt auf 1324 Haushalte und 877 Familien. Die Bevölkerungsdichte lag bei 113 Menschen pro Quadratkilometer. 87,9 % der Bevölkerung waren Weiße, 10 % Schwarze, 0,4 % Indianer und 0,1 % Asiaten. 0,3 % entstammten einer anderen Ethnizität, 1,3 % hatten zwei oder mehr Ethnizitäten, 1 % waren Hispanics oder Lateinamerikaner jedweder Ethnizität. Auf 100 Frauen kamen 81 Männer. Das Durchschnittsalter lag bei 44 Jahren, das Pro-Kopf-Einkommen betrug 14.997 US-Dollar, womit etwa 26,1 % der Bevölkerung unterhalb der Armutsgrenze lebte.
Bis zur Volkszählung 2010 stieg die Einwohnerzahl auf 3489.